# Nesticidae
Nesticidae este o familie de păianjeni araneomorfi. Ei sunt cunoscuți și sub numele păianjeni cu pânză între schele.

## Descriere
La fel ca la familia Theridiidae, tarsul ultimei perechi de picioare posedă perișori zimțați, utilizați la tragerea firelor de mătase din organele filiere. Aceștia diferă de Theridiidae, prin marginea anterioară a buze inferioare îngroșată și au picioare mai lungi, mai ales prima pereche. 

## Modul de viață
Ei țes pânze neregulate. Sunt păianjeni troglobii, trăiesc în goluri subterane, peșteri sau prăpăstii. 

## Răspândire
Genurile Nesticus și Eidmannella includ specii cosmopolite, răspândite în toate lumea. Speciile Eidmannella se întâlnesc în unele cavități din Texas și sunt amenințate cu dispariție. Majoritatea speciilor europene sunt răspândite în sudul și sud-estul continentului.

## Sistematică
În prezent familia cuprinde 9 genuri și 06 specii, dintre care 5 genuri și 12 specii fosile.
- Acrometinae Wunderlich, 1979 † (fosilă)

- Acrometa Petrunkevitch, 1942 †

- Acrometa cristata Petrunkevitch, 1942 †
- Acrometa minutum Petrunkevitch, 1942 †
- Acrometa robustum Petrunkevitch, 1942 †
- Acrometa samlandica Petrunkevitch, 1942 †
- Acrometa setosus Petrunkevitch, 1942 †
- Acrometa succini Petrunkevitch, 1942 †

- Anandrus †
- Cornuandrus Wunderlich, 1986 †

- Cornuandrus maior Wunderlich, 1986 †

- Elucus Petrunkevitch, 1942 †

- Elucus inermis Petrunkevitch, 1942 †
- Elucus quaesitus Petrunkevitch, 1958 †
- Elucus redemptus Petrunkevitch, 1958 †

- Pseudacrometa Wunderlich, 1986 †

- Pseudacrometa gracilipes Wunderlich, 1986 †

- Nesticinae Simon, 1894

- Aituaria Esyunin & Efimik, 1998 (Rusia, Georgia)
- Canarionesticus Wunderlich, 1992 (insulele Canare)
- Carpathonesticus Lehtinen & Saaristo, 1980 (Italia, Europa de Est)
- Cyclocarcina Komatsu, 1942 ([[Japonia]])
- Eidmannella Roewer, 1935 (cosmopolit)
- Gaucelmus Keyserling, 1884 (Africa, Australia, Asia)
- Nesticella Lehtinen & Saaristo, 1980 (Africa, Asia, Australia)
- Nesticus Thorell, 1869 (America, Eurasia)
- Typhlonesticus Kulczynski, 1914 (Muntenegru)